# Leopoldo Conti
Pour les articles homonymes, voir Conti.
Leopoldo Conti (né à Milan, le 12 avril 1901 et mort dans la même ville, le 12 janvier 1970) était un footballeur et entraîneur italien.

## Biographie
En tant qu'attaquant, Leopoldo Conti fut international italien à 31 reprises (1920-1929) pour 8 buts. Sa première sélection fut honorée le 28 mars 1920 à Berne contre la Suisse, qui se solda par une défaite des visiteurs (0-3). Il participa à tous les matchs de l'Italie aux JO 1924, mais il fut éliminé en quarts de finale. Sa dernière sélection fut honorée le 28 avril 1929, contre l'Allemagne, qui se solda par une défaite (1-2). Il remporta aussi la Coupe internationale 1927-1930 avec l'Italie.
Il commença sa carrière à l'Inter Milan en 1919, remportant pour sa première saison, la Serie A. Puis il joua une saison à Calcio Padova, sans rien gagner. Il retourna dans son ancien club milanais, pendant dix saisons, remportant un autre Scudetto en 1930. Il finit sa carrière à Pro Patria Calcio, pendant deux saisons. Il arrêta sa carrière au moment où le club termina relégable et redescend en Serie B lors de la saison 1932-1933.
Il fut l'entraîneur d'un seul club, le Calcio Lecco, en 1934-1935 et en 1936-1937, en troisième division, mais il ne remporta rien.

## Clubs

### En tant que joueur
- 1919-1920 : Inter Milan
- 1920-1921 : Calcio Padova
- 1921-1931 : Inter Milan
- 1931-1933 : Pro Patria Calcio

### En tant qu'entraîneur
- 1934-1935 : Calcio Lecco
- 1935-1936 : AC Monza Brianza 1912
- 1936-1937 : Calcio Lecco
- 1938-1939 : AC Monza Brianza 1912

## Palmarès
- Championnat d'Italie de football
  - Champion en 1920 et en 1930
- Coupe internationale
  - Vainqueur en 1927-1930